# Алианса-ду-Токантинс

Алианса-ду-Токантинс на карте штата.

Алианса-ду-Токантинс (порт. Aliança do Tocantins) — муниципалитет в Бразилии, входит в штат Токантинс. Составная часть мезорегиона Западный Токантинс. Входит в экономико-статистический микрорегион Гурупи. Население составляет  5 671 человек на 2010 год. Занимает площадь 1 579,751 км². Плотность населения — 3,59 чел./км².
Праздник города —  10 января. 

## История
Город основан в 1989 году.

## Демография
Согласно сведениям, собранным в ходе переписи 2010 г. Национальным институтом географии и статистики (IBGE), население муниципалитета составляет:
| Полное население                               | Полное население                               | Полное население                               | Полное население                               | 5 671 |
| ---------------------------------------------- | ---------------------------------------------- | ---------------------------------------------- | ---------------------------------------------- | ----- |
| в том числе:                                   | Городское население                            | 4 756                                          | Процент городского населения, %                | 83,87 |
|                                                | Сельское население                             | 915                                            | Процент сельского населения, %                 | 16,13 |
|                                                | Мужское население                              | 2 907                                          | Процент мужского населения, %                  | 51,26 |
|                                                | Женское население                              | 2 764                                          | Процент женского населения, %                  | 48,74 |
| Плотность населения, чел/км²                   | Плотность населения, чел/км²                   | Плотность населения, чел/км²                   | Плотность населения, чел/км²                   | 3,59  |
| Население муниципалитета в % к населению штата | Население муниципалитета в % к населению штата | Население муниципалитета в % к населению штата | Население муниципалитета в % к населению штата | 0,41  |

По данным оценки 2016 года население муниципалитета составляет 5 605 жителей.

## Статистика
- Валовой внутренний продукт на 2003 составляет 16.809.595,00 реалов (данные: Бразильский институт географии и статистики).
- Валовой внутренний продукт на душу населения на 2003 составляет 2.648,43 реалов (данные: Бразильский институт географии и статистики).
- Индекс развития человеческого потенциала на 2000 составляет 0,717 (данные: Программа развития ООН).

## Важнейшие населенные пункты
| № | Населённый пункт     | Населённый пункт (порт.) | Категория | Население чел. (2010) | На карте                        |
| - | -------------------- | ------------------------ | --------- | --------------------- | ------------------------------- |
| 1 | Алианса-ду-Токантинс | Aliança do Tocantins     | город     | 4 756                 | 11°18′22″ ю. ш. 48°56′30″ з. д. |